# Abraham Story
Abraham Henri Story, ook Story-Voortman, (Gent, 12 oktober 1832 - 30 november 1898) was een Belgisch senator.

## Levensloop
Story werd katoenfabrikant, zoals zijn vader. Hij was een zoon van Abraham Story en van Marie-Paule Callebaut en trouwde met Marie-Ghislaine Voortman, dochter van een textielfabrikant.
Hij was actief in de Gentse liberale partij en werd in juni 1882 liberaal senator voor het arrondissement Gent, in vervanging van de ontslagnemende Emile de le Court en vervulde dit mandaat tot in 1884.
Zijn zoon Albert Story (1862-1903) was van 1891 tot 1895 gemeenteraadslid van Gent. In 1895 werd hij achtbare meester van de vrijmetselaarsloge Septentrion. Hij trouwde met Lucie Mechelynck (1868-1898), dochter van de suikerbietenfabrikant Oscar Mechelynck. Ze waren de ouders van Henri Story (1897-1944) die, actief in de Gentse industriële wereld, een actieve rol speelde in de liberale partij en in de vrijmetselarij. Hij werd liberaal gemeenteraadslid en schepen van Gent. Hij speelde een leidende rol in het Verzet, werd in 1943 opgepakt en overleed in het concentratiekamp van Groß-Rosen in december 1944.